# Triumph T120 Bonneville 650-serie
De Triumph T120 Bonneville 650-serie was een serie 650cc-sportmotorfietsen en terreinmotorfietsen die het Britse merk Triumph uit Meriden produceerde van eind 1958 tot 1975.

## Voorgeschiedenis
Constructeur Val Page had al in 1934 een 650cc-paralleltwin uitgebracht, het Triumph Model 6/1, maar toen Edward Turner en Bert Hopwood zijn taken in 1936 overnamen werd dit model vervangen door de succesvolle 500cc-Speed Twin. Na de Tweede Wereldoorlog kreeg de Speed Twin een sportversie, de Tiger 100 en in 1950 kwam er een nieuw 650cc-model, de Triumph 6T Thunderbird. Dat gebeurde vooral op aandringen van de Amerikaanse importeurs Johnson Motors (JoMo) in Pasadena (Californië) en de Triumph Corporation (Tri-Cor) in Baltimore (Maryland), die om snellere motorfietsen vroegen. De Thunderbird was echter een toermotor en logischerwijs kwam ook daar een snellere versie van, de 40pk-sterke Triumph Tiger T110. Nog sneller was de TR6/A Trophy, die in 1957 verscheen en die 42 pk leverde.

### Triumph Devil's Arrow
Op 6 september 1956 reed de Texaan Johnny Allen een sterk verbouwde Tiger 110 naar een nieuw snelheidsrecord op de Bonneville-zoutvlakte in Utah. Hij haalde met zijn Triumph Devil's Arrow (bijgenaam Texas Ceegar) een snelheid van 214,40 mijl per uur (345,04 kilometer per uur). Voor de Amerikanen was het 33 jaar geleden dat een landgenoot met een motorfiets het snelheidsrecord had gebroken. Dat was Claude Temple, die op 5 november 1923 met een British Anzani 108,75 mph (175,1 km/uur) reed, waarmee hij het record van Gene Walker (Indian) van 1920 verbrak. Het wereldsnelheidsrecord stond in 1956 overigens op naam van Wilhelm Herz die met zijn NSU Delphin III met compressor 339 km/uur had gehaald.
Johnny Allen had feitelijk in 1955 al een record van 192 mph (309 km/uur) gereden, maar onder het reglement van de AMA, dat door de FIM niet werd erkend en dus alleen als nationaal Amerikaans record in de boeken stond. Ook het nieuwe record uit 1956 werd door de FIM niet erkend. Het belette Triumph niet om het toch als "wereldrecord" te adverteren, in elk geval in de Verenigde Staten. In 1958 vierde Triumph de records met het uitbrengen van de Triumph T120 Bonneville.
| Johnny Allen's "Texas Ceegar" |

### Naamgeving
De naam "Bonneville" sloeg dus op de zoutvlakte. De toevoeging "T120" wees op de topsnelheid in mijlen per uur, zoals dat al eerder was gebeurd met de 250cc-Triumph Tiger 70, de 350cc-Triumph Tiger 80, de 500cc-Triumph Tiger 90, de 350cc-Triumph Tiger 85, de 500cc-Triumph Tiger 100 en ten slotte met de 650cc-Triumph Tiger T110. 120 mijl per uur was slechts licht overdreven: de machine haalde ongeveer 185 km/uur in plaats van de beloofde 193.

## Triumph T120 Bonneville-serie
Edward Turner, naast hoofdconstructeur inmiddels ook directeur van Triumph, wilde zijn motoren niet verder opvoeren. De krukas, die uit drie delen bestond, kon de trillingen al nauwelijks aan. De druk uit de Verenigde Staten hield echter aan en Amerikaanse importeurs en dealers waren wel gewend aan het opvoeren van de Tiger T110's en TR6 Trophy's. In 1958 ontwikkelden de Triumph-ingenieurs een krukas uit een stuk, waarbij het vliegwiel in het midden met bouten werd bevestigd. Er werd een testexemplaar van de Tiger T110 gebouwd, uitgerust met twee carburateurs, hoge compressie-zuigers en een aangepast uitlaatsysteem en daarmee reed testrijder Percy Tait op het MIRA (Motor Industry Research Association) testcircuit bij Nuneaton ruim boven de 200 km/uur. Frank Baker, hoofd van de ontwikkelingsafdeling, was onder de indruk en zag er - tegen de zin van Turner - een productiemodel in. De ontwikkeling ging razendsnel: op de London Motor Show in oktober 1958 werd de machine al gepresenteerd en nog in hetzelfde jaar begon de productie.

### Triumph T120 Bonneville
De T120 Bonneville onderscheidde zich van de Tiger T110 doordat ze twee carburateurs had voor meer vermogen.
Dat was niet altijd een voordeel: in een tijd dat klanten nog veel van het onderhoud zelf deden, was het afstellen van de twee carburateurs lastig en velen kozen daarom liever voor de Tiger T110. De eerste T120 Bonneville had tot 1959 nog de koplampnacelle met ingebouwde snelheidsmeter die de andere modellen ook hadden en een semi-dubbel wiegframe. Vanaf 1960 kreeg de machine een losse koplamp en ook een dubbel wiegframe. De eerste modellen hadden ook nog een pre-unit-versnellingsbak, die los stond van de motor en die kon worden verschoven om de primaire ketting te spannen. 

#### Motor
De motor was een dwarsgeplaatste, luchtgekoelde paralleltwin met een boring van 71 mm, een slag van 82 mm en een cilinderinhoud van 649,3 cc. De krukas was gelagerd in kogellagers, maar voor de big-ends werden glijlagers gebruikt. De machine had een dry-sump-smeersysteem waarvan de olietank op de gebruikelijke plaats onder het zadel zat. De plunjerpomp werd bediend door een excentrisch geplaatste pen op het tandwiel van de inlaatnokkenas, die achter het cilinderblok lag. De uitlaatnokkenas lag ervoor. Het uitlaatnokkenastandwiel dreef ook de ontstekingsmagneet aan. De beide carburateurs hadden geen luchtfilter en tot eind 1960 een gezamenlijke vlotterkamer. Op het linker uiteinde van de krukas zat de 6volt-wisselstroomdynamo. De motor leverde 46 pk bij 6.700 toeren per minuut. In 1962 werden de nog steeds aanwezige motortrillingen deels verholpen door een beter gebalanceerde krukas.

#### Transmissie
Op het linker uiteinde van de krukas zaten de rotor van de 6 volt-wisselstroomdynamo en het voortandwiel van de primaire ketting. Die liep in een oliebad en dreef de meervoudige natte plaatkoppeling en de voetgeschakelde vierversnellingsbak aan. Dat was aanvankelijk nog een pre-unit versnellingsbak waar ook de kickstarter op zat. Het achterwiel werd aangedreven door een ketting.

#### Rijwielgedeelte
De T120 Bonneville had aanvankelijk een semi-dubbel wiegframe, waarbij een enkele buis van het balhoofd naar de voor/onderkant van het motorblok liep, waar ze werd gesplitst in twee afzonderlijke buizen. Voor zat een gesloten telescoopvork en achter een swingarm met twee Girling veer/demperelementen. Het voorwiel mat 19 inch, het achterwiel 18 inch. De voorrem was een simplex-trommelrem van 8 inch, de achterrem een simplex-trommelrem van 7 inch. In 1960 werd de voorvork vervangen door een open exemplaar met gaiters. Bovendien kreeg de machine nu een dubbel wiegframe, dat in 1963 weer werd vervangen door een semi-dubbel wiegframe. In 1971 gingen Triumph en BSA meer badge-engineering toepassen. Voor de T120 (R) Bonneville betekende dit dat ze het oil-in-frame-rijwielgedeelte (een dubbel wiegframe) van de BSA A65 kreeg.

#### Uitrusting
Aanvankelijk kreeg de T120 Bonneville nog het kleine bagagerekje op de tank, maar dat verdween in 1960. Vanaf 1963 konden klanten luchtfilters als extra kopen, maar die voorziening werd in 1964 standaard gemonteerd. De machine had een 18liter-benzinetank, maar tot 1968 werd ze in de Verenigde Staten geleverd met een 13,6liter-tank.

#### Ontwikkeling
1960: Dubbel wiegframe, koplampnacelle verdwijnt, spatborden worden smaller voor een sportiever uiterlijk.
1962: Krukas beter uitgebalanceerd.
1963 Semi-dubbel wiegframe, Unit construction-versnellingsbak, toerenteller leverbaar, vulopening van de olietank onder het zadel.
1966: Elektrische installatie 12 volt, duplexrem voor, nokkenassen beter gehard.
1971: Frame vervangen door oil-in-frame dubbel wiegframe. 
1972: Vijf versnellingen leverbaar (T120RV Bonneville)

### Triumph TR7/A Bonneville en TR7/B Bonneville
Omdat juist de Amerikaanse markt zo belangrijk was voor Triumph, was het logisch dat naast de kleine tank die de oorspronkelijke versies al hadden, nog meer op de VS gerichte aanpassingen volgden. Dat gebeurde in 1960 met de TR7/A Bonneville en de TR7/B Bonneville Scrambler. De namen verwezen feitelijk naar de TR6 Trophy-modellen, die het in de VS goed deden, de TR6C Trophy en TR6R Trophy. De TR6C was het "Competition" (terreinsport)-model, de TR6R de Roadster. De TR7/A week niet zo sterk af van de Europese modellen. Deze machine had het in de VS populaire hogere stuur en het was in feite een T120 Bonneville. De TR7/B was een TR6C met twee carburateurs. Dit was de snelle terreinmotor voor de vele desert races in New Mexico, Californië en de Mojavewoestijn, maar ook voor motorcrosswedstrijden en de vergelijkbare TT Steeplechase-races.

### Triumph T120R Bonneville en T120C Bonneville Competition
In 1961 werden de namen van de TR7/A Bonneville en TR7/B Bonneville veranderd in T120R Bonneville en T120C Bonneville Competition. Tot in de jaren zeventig zou de T120R het sportmodel voor de VS blijven, maar de T120C werd 1963 vervangen door de T120C Bonneville Competition Sports. Beide modellen ondergingen in die tijd dezelfde wijzigingen als de normale T120 zoals boven beschreven. De T120C Bonneville Competition werd ook vaak T120C Bonneville Scrambler genoemd, maar in die tijd waren scrambles nog motorcrosswedstrijden en een crossmotor was dit nog niet. De machine werd bijvoorbeeld geleverd met verlichting, hoewel deze snel afneembaar was. Ze had wel upswept pipes aan weerszijden, crossbanden en een kleinere benzinetank. Desondanks werd slechts een klein aantal T120C's naar de VS geëxporteerd en nog minder werden er daadwerkelijk ingezet in wedstrijden. Waarschijnlijk kozen de Amerikanen voor de eenvoudiger TR6 Trophy met enkele carburateur, die veel makkelijker af te stellen was. De verschillende teams die deelnamen aan de International Six Days Trial (met o.a. Bud Ekins en acteur Steve McQueen) gebruikten altijd TR6 Trophy's.

### Triumph T120C Bonneville Competition Sports
In 1963 werd de T120C Bonneville Competition opgevolgd door de sterkere T120C Bonneville Sports Competition. Dit moest de ultieme desert racer annex crossmotor voor de VS worden, maar in drie jaar tijd werden er slechts 185 geproduceerd. De Amerikanen kozen nog steeds voor de eenvoudiger te onderhouden TR6 Trophy's. 

### Triumph T120TT Bonneville TT Special
De Amerikaanse dirttrack- en TT Steeplechase-rijders hadden al TR6 Trophy's voorzien van de aluminium cilinderkoppen met dubbele carburateurs van de T120R en er was ook al de TR6 S/C Trophy Special, maar van 1963 tot 1967 leverde Triumph T120TT Bonneville TT Special. Met 52 pk en een gewicht van slechts 159 kg was dit een interessante machine om de Harley-Davidson XLRTT te verslaan. De Harley had meestal nog wat tuning nodig, maar de Triumph was uit het krat al competitief. Ze had een extreem hoge compressieverhouding van 12:1.
In 1967 sprong stuntman Evel Knievel met een T120TT Bonneville over de fonteinen van het Caesars Palace-casino in Las Vegas. Hij brak bij de landing een aantal botten en raakte zwaar gewond.

### Triumph T120R Bonneville Thruxton
De Triumph T120R Bonneville Thruxton was weliswaar een productieracer die voor iedereen te koop was, maar er werden er slechts weinig van gebouwd: 52 in 1965 en 6 in 1966. De machine was flink aangepast: ze had hoge compressie-zuigers, racenokkenassen en -kleppen, een close ratio-versnellingsbak, een grotere olietank, een telescoopvork met in- en uitgaande demping, een scherpere balhoofdhoek, aluminium tank en desgewenst een dolfijnkuip. Ze haalde zelfs zonder die kuip bijna 210 km/uur. De machine werd wel straatlegaal geleverd met verlichting en snelheidsmeter maar zonder middenbok. In de 24-uursrace van Barcelona viel de machine uit, maar ze won drie keer de Thruxton 500: in 1965 met Dave Degens en Barry Lawton, in 1966 met Dave Degens en Rex Butcher en in 1967 met Percy Tait en Rodney Gould.

### Triumph T120P Bonneville Police
Voor zover bekend werd de Triumph T120P Police alleen in 1966 geproduceerd. Ze was uitgevoerd met een eenpersoonszadel zodat daarachter plaats was voor de mobilofoon en kon worden voorzien van beenschilden of beenschilden gecombineerd met een toerscherm, afhankelijk van de voorkeur van het politiekorps. In 1967 bracht Triumph drie alternatieve modellen: de 350cc-Tiger 90P, de 500cc-Tiger 100 CP en de 650cc-TR6P Trophy.

### Triumph T120RV Bonneville en T120V Bonneville
In juni 1971 bouwden de Triumh-ingenieurs een klein aantal T120R's met een vijfversnellingsbak. Deze T120RV Bonneville kreeg geen ander uiterlijk en ook geen andere logo's en er werd niet mee geadverteerd. Na de ombouw werd achter het type de letter "V" in het blok geslagen. Het waren dus feitelijk prototypen, maar ze werden wel aan dealers uitgeleverd om de reactie van de klanten te peilen. Klanten konden een dergelijke machine echter nog niet bestellen. Dat kon pas in 1972, toen de T120V Bonneville in productie werd genomen.

### Triumph T120RT Bonneville (750 cc)
De American Motorcyclist Association stelde haar AMA-Class C tot 1969 open voor 750cc-zijkleppers en 500cc-kopkleppers. Dat had veel te maken met de bescherming van Harley-Davidson, dat haar XR 750-racers nog steeds van een zijklepmotor voorzag. In 1970 werd deze regel opgeheven. Het werd gewoon AMA 750cc-Class en dat betekende dat ook 750cc-kopkleppers aan de start mochten komen. Triumph had geen interesse in een dergelijk project, want het was al druk bezig met de ontwikkeling van de driecilinder Triumph T150 Trident racer. De importeur voor de Amerikaanse Oostkust, Triumph Corporation (Tri-Cor) besloot daarop de Triumph T120R op te boren tot 750 cc. De ombouw werd ontwikkeld door de servicemanager van Tri-Cor, Rod Coates. Er moesten voor de homologatie minstens 200 exemplaren gebouwd en verkocht worden. Coates bouwde nieuwe gietijzeren cilinderblokken, zuigers en zuigerveren en sloeg de letter "T" achter de motornummers. De framenummers werden niet aangepast. Elke koper moest een disclaimer tekenen waarin hij aangaf de machine alleen voor racewedstrijden te gaan gebruiken. Peter Thornton, bezig met het samenvoegen van BSA en Triumph, kreeg lucht van het project en ontsloeg Rod Coates op staande voet. Er waren toen echter al 204 T120RT's verkocht, waardoor de homologatie een feit was. Coates had de boring vergroot van 71 naar 75 mm, waardoor de cilinderinhoud slechts 724,5 cc bedroeg. De latere T140 Bonneville 750-serie zou met een boring van 76 mm op 744 cc komen.

## Einde productie
In 1972 werd het vrijwel failliete merk Triumph overgenomen door Dennis Poore, die Norton-Villiers-Triumph oprichtte en aankondigde de Triumph-fabriek in Meriden te sluiten. De Triumph-werknemers kwamen in opstand en vormden "The Meriden Motorcycle Co-operative". Daar gingen ze voorlopig (in opdracht van NVT) alleen de 750cc-tweecilinders produceren. Zowel voor de Triumph T150 Trident als voor de T120 Bonneville betekende dat het einde. Alleen het vijfversnellingsmodel T120V Bonneville werd tot 1975 gebouwd.

## Afbeeldingen

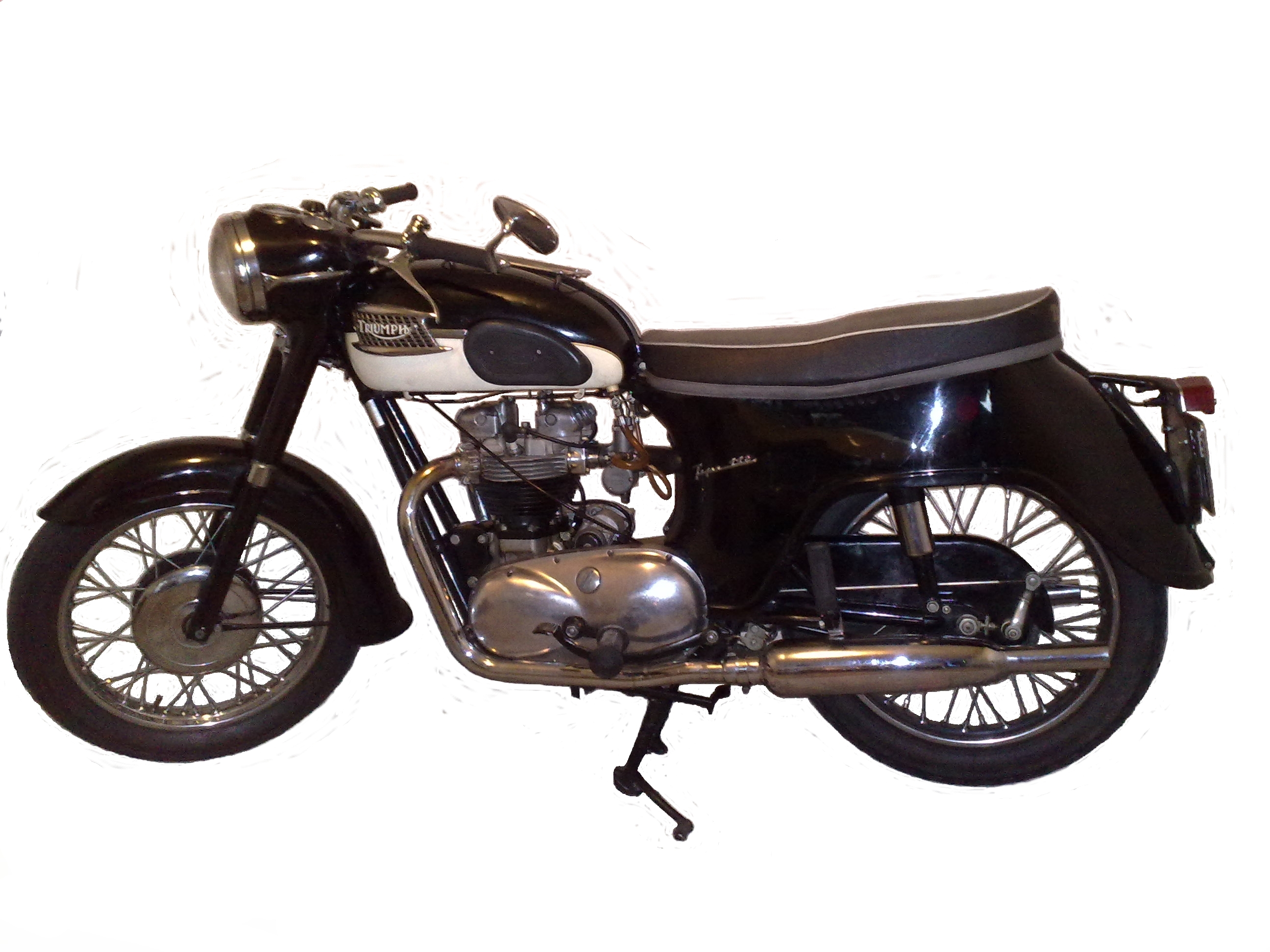
De in Amerika gehate "bathtub stroomlijn" (hier op de Triumph Tiger T110) bleef de Bonneville bespaard.
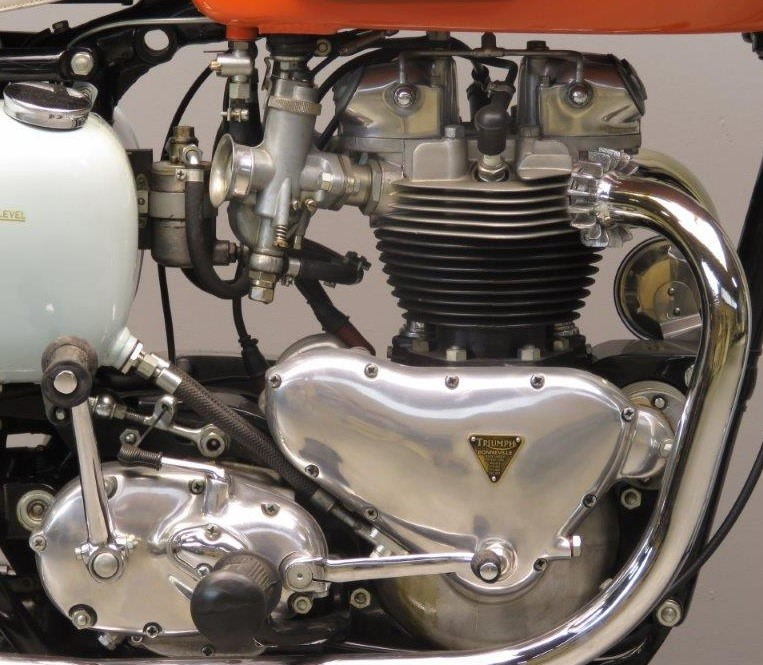
De rechterkant van het motorblok, met het distributiecarter en de losse (pre-unit)-versnellingsbak met kickstarter.
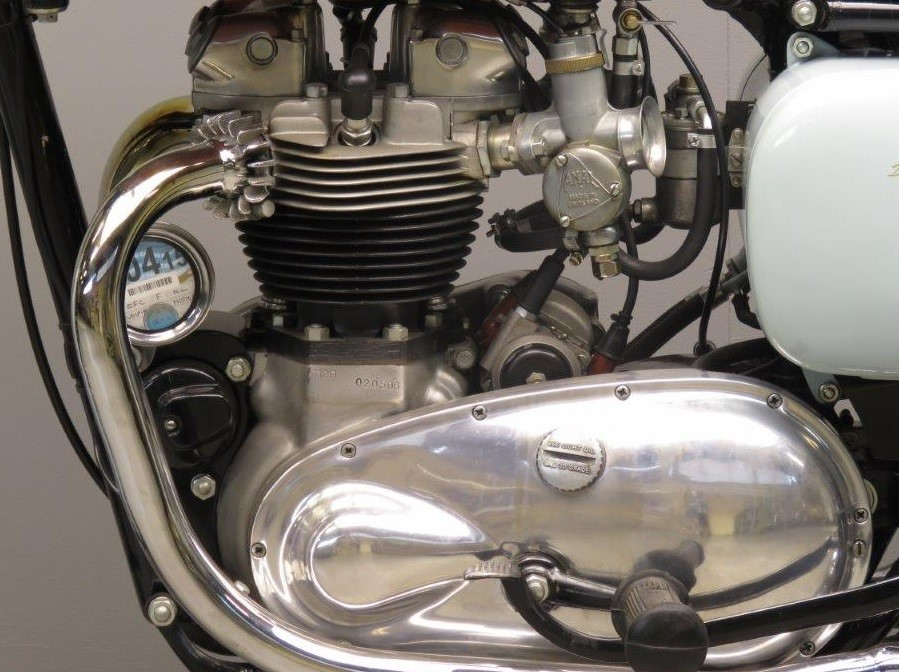
De linkerkant van het motorblok met het carter van de primaire aandrijving en het rempedaal.
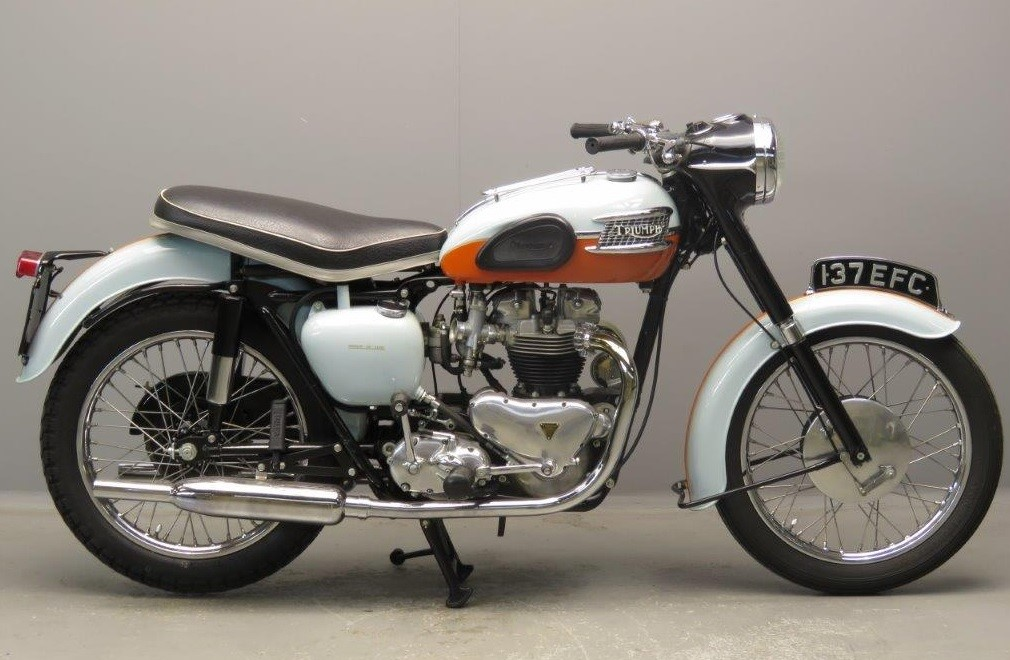
Een van de eerste T120's, van eind 1958. De machine had nog de diepe spatborden en koplampnacelle.
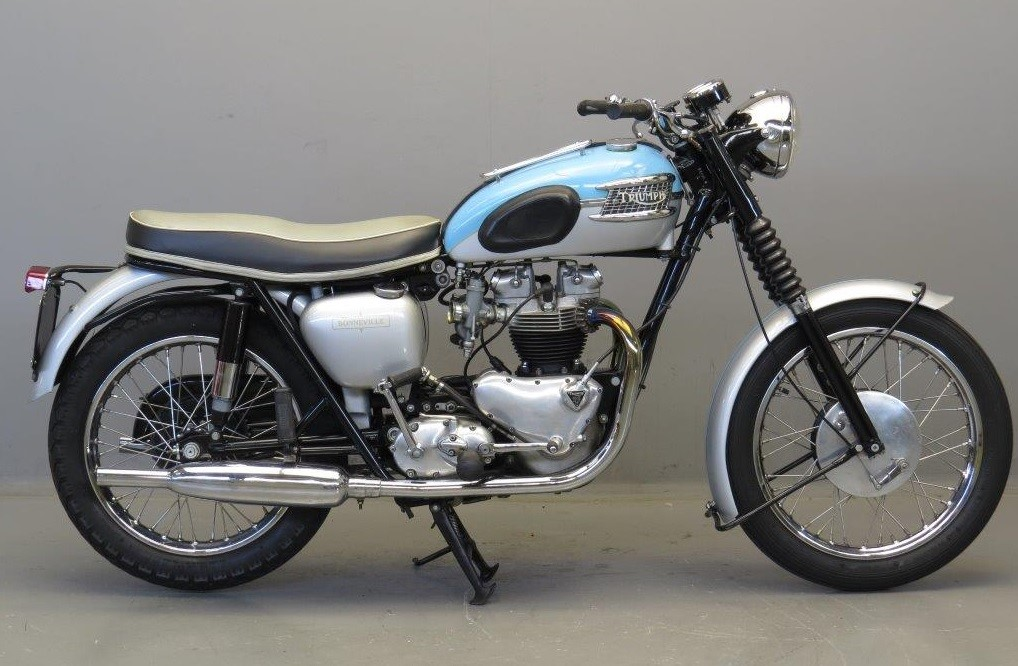
T120 Bonneville uit 1961, met smalle spatborden en losse koplamp
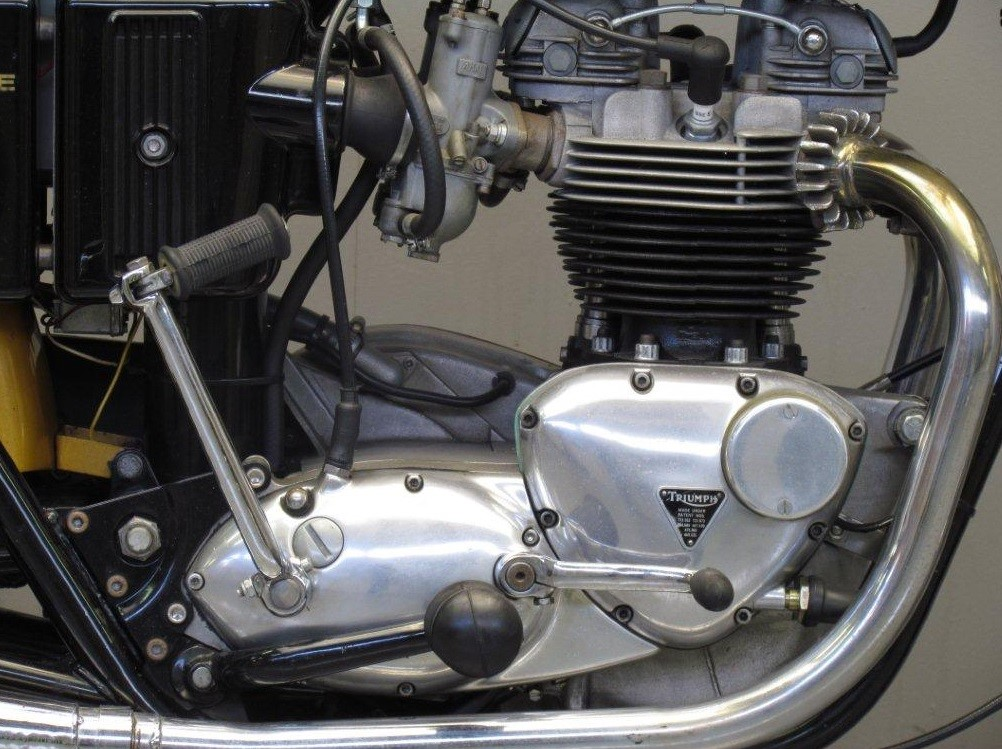
Vanaf 1963 kwam de unit construction-versnellingsbak.

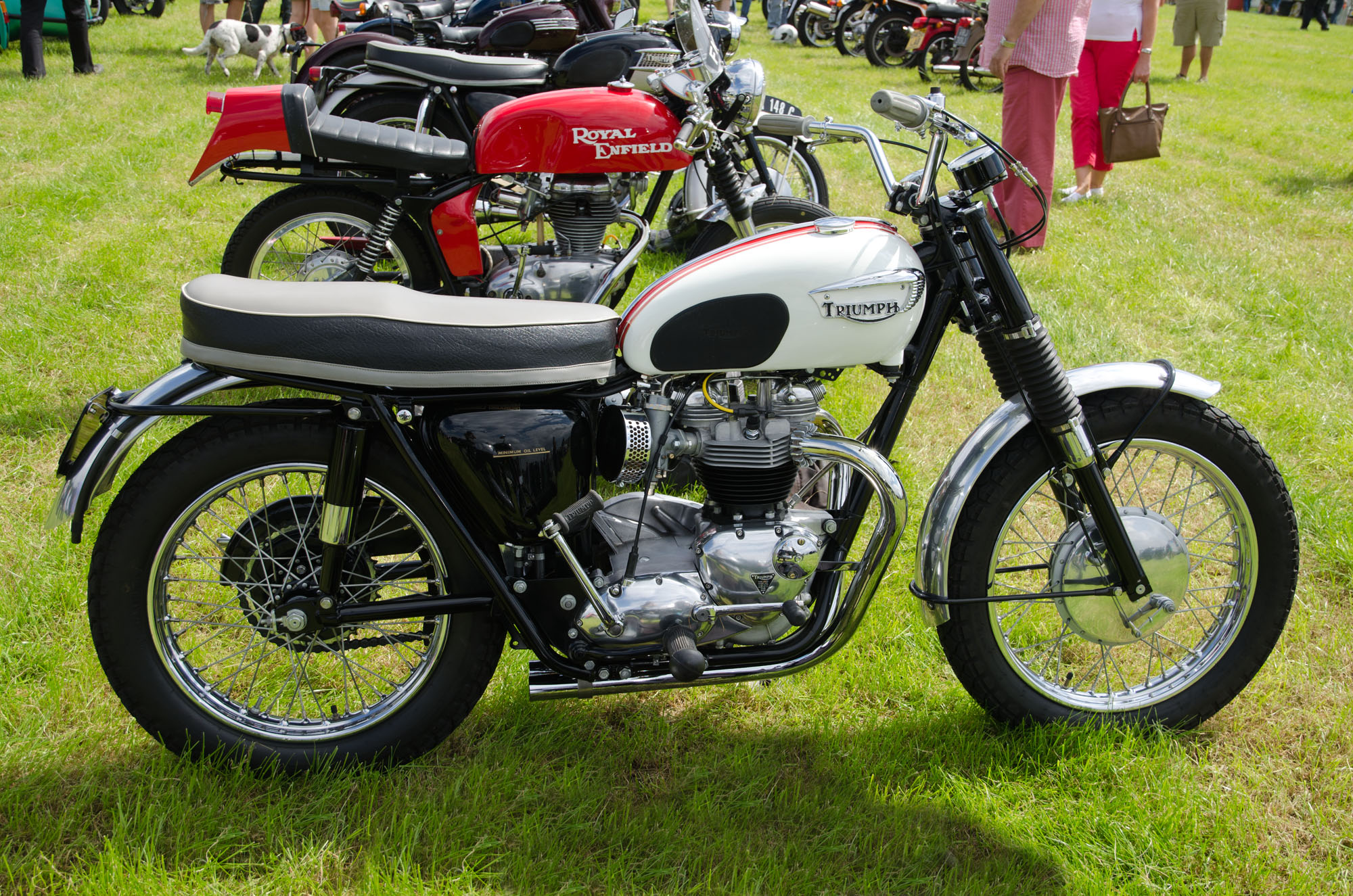
T120C Competition Sports uit 1965
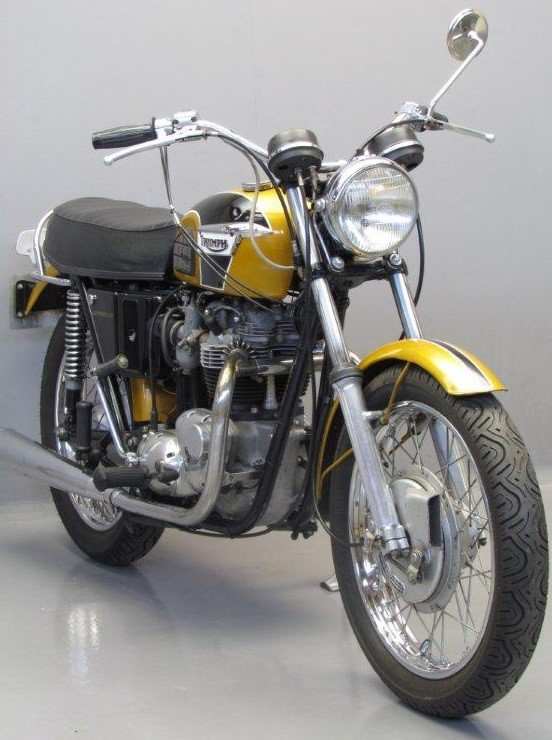
Vanaf 1971 kreeg de Bonneville het oil-in-frame-dubbel wiegframe.
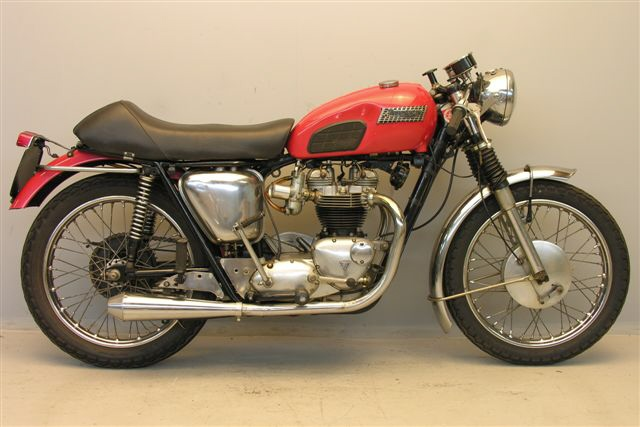
T120R Bonneville uit 1971
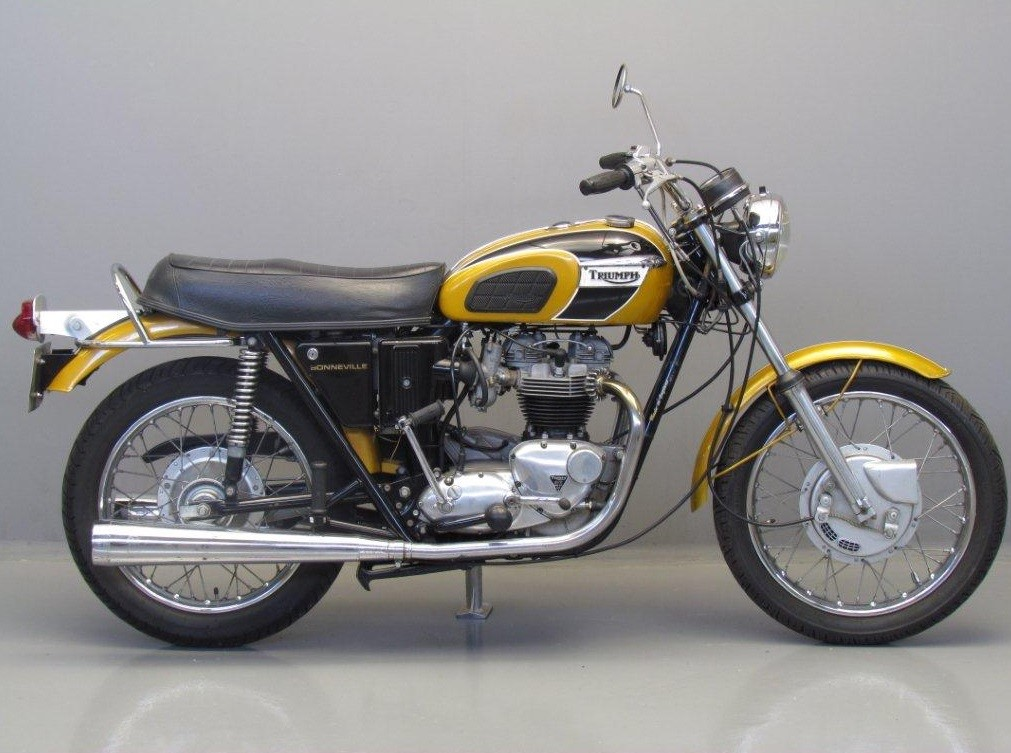
T120R Bonneville uit 1972
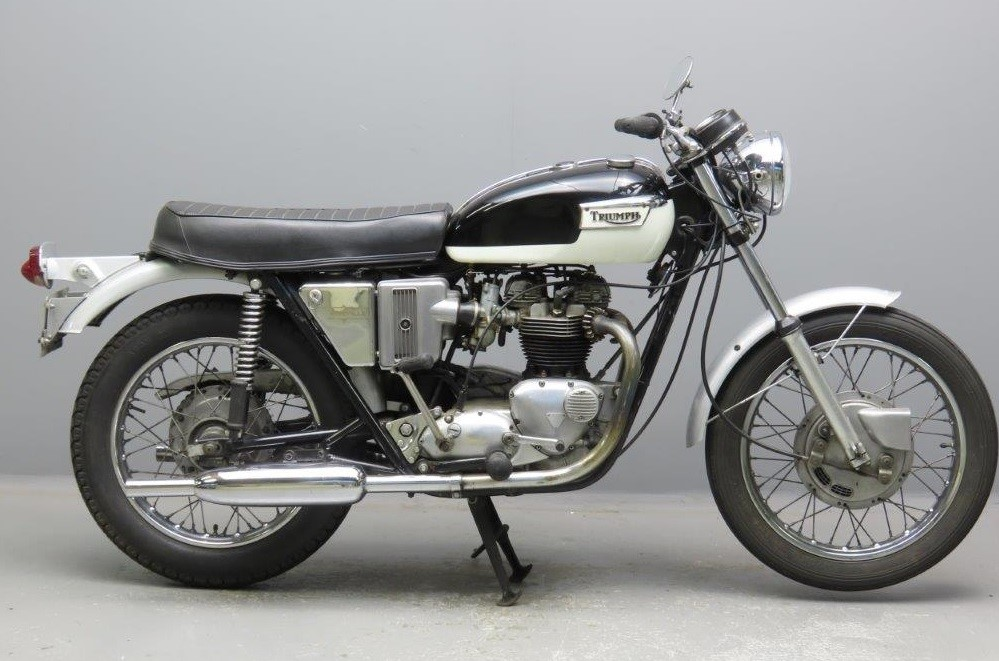
T120R Bonneville uit 1972

## Technische gegevens
| Triumph Bonneville     | T120 USA                     | T120 overig                  | TR7/B                        | TR7/A                        | T120                         | T120C Competition            | T120R                        | T120 (R)                     | T120C Competition Sports     |
| ---------------------- | ---------------------------- | ---------------------------- | ---------------------------- | ---------------------------- | ---------------------------- | ---------------------------- | ---------------------------- | ---------------------------- | ---------------------------- |
| Periode                | 1958-1959                    | 1958-1959                    | 1960                         | 1960                         | 1960-1962                    | 1961-1962                    | 1961-1962                    | 1963-1965                    | 1963-1965                    |
| Categorie              | Sport                        | Sport                        | Sport                        | Offroad                      | Sport                        | Offroad                      | Sport                        | Sport                        | Offroad                      |
| Motortype              | Stoterstangen kopklepmotor   | Stoterstangen kopklepmotor   | Stoterstangen kopklepmotor   | Stoterstangen kopklepmotor   | Stoterstangen kopklepmotor   | Stoterstangen kopklepmotor   | Stoterstangen kopklepmotor   | Stoterstangen kopklepmotor   | Stoterstangen kopklepmotor   |
| Bouwwijze              | Dwarsgeplaatste paralleltwin | Dwarsgeplaatste paralleltwin | Dwarsgeplaatste paralleltwin | Dwarsgeplaatste paralleltwin | Dwarsgeplaatste paralleltwin | Dwarsgeplaatste paralleltwin | Dwarsgeplaatste paralleltwin | Dwarsgeplaatste paralleltwin | Dwarsgeplaatste paralleltwin |
| Koeling                | Lucht                        | Lucht                        | Lucht                        | Lucht                        | Lucht                        | Lucht                        | Lucht                        | Lucht                        | Lucht                        |
| Boring                 | 71 mm                        | 71 mm                        | 71 mm                        | 71 mm                        | 71 mm                        | 71 mm                        | 71 mm                        | 71 mm                        | 71 mm                        |
| Slag                   | 82 mm                        | 82 mm                        | 82 mm                        | 82 mm                        | 82 mm                        | 82 mm                        | 82 mm                        | 82 mm                        | 82 mm                        |
| Cilinderinhoud         | 649,3 cc                     | 649,3 cc                     | 649,3 cc                     | 649,3 cc                     | 649,3 cc                     | 649,3 cc                     | 649,3 cc                     | 649,3 cc                     | 649,3 cc                     |
| Carburateur(s)         | 2 Amal 29 mm                 | 2 Amal 29 mm                 | 2 Amal 29 mm                 | 2 Amal 29 mm                 | 2 Amal 29 mm                 | 2 Amal 29 mm                 | 2 Amal 29 mm                 | 2 Amal 29 mm                 | 2 Amal 29 mm                 |
| Ontsteking             | Magneet                      | Magneet                      | Magneet                      | Magneet                      | Magneet                      | Magneet                      | Magneet                      | Accu-bobine                  | Accu-bobine                  |
| Smeersysteem           | Dry-sumpsysteem              | Dry-sumpsysteem              | Dry-sumpsysteem              | Dry-sumpsysteem              | Dry-sumpsysteem              | Dry-sumpsysteem              | Dry-sumpsysteem              | Dry-sumpsysteem              | Dry-sumpsysteem              |
| Compressieverhouding   | 8,5:1                        | 8,5:1                        | 8,5:1                        | 8,5:1                        | 8,5:1                        | 8,5:1                        | 8,5:1                        | 8,5:1                        | 8,5:1                        |
| Max. Vermogen          | 46 pk bij 6.500 tpm          | 46 pk bij 6.500 tpm          | 46 pk bij 6.500 tpm          | 46 pk bij 6.500 tpm          | 46 pk bij 6.500 tpm          | 46 pk bij 6.500 tpm          | 46 pk bij 6.500 tpm          | 46 pk bij 6.500 tpm          | 48 pk bij 6.700 tpm          |
| Topsnelheid            | 185 km/uur                   | 185 km/uur                   | 185 km/uur                   | Onbekend                     | 185 km/uur                   | Onbekend                     | 185 km/uur                   | 185 km/uur                   | Onbekend                     |
| Primaire aandrijving   | Ketting                      | Ketting                      | Ketting                      | Ketting                      | Ketting                      | Ketting                      | Ketting                      | Ketting                      | Ketting                      |
| Koppeling              | Meervoudige natte plaat      | Meervoudige natte plaat      | Meervoudige natte plaat      | Meervoudige natte plaat      | Meervoudige natte plaat      | Meervoudige natte plaat      | Meervoudige natte plaat      | Meervoudige natte plaat      | Meervoudige natte plaat      |
| Versnellingen          | 4                            | 4                            | 4                            | 4                            | 4                            | 4                            | 4                            | 4                            | 4                            |
| Secundaire aandrijving | Ketting                      | Ketting                      | Ketting                      | Ketting                      | Ketting                      | Ketting                      | Ketting                      | Ketting                      | Ketting                      |
| Rijwielgedeelte        | Semi-dubbel wiegframe        | Semi-dubbel wiegframe        | Dubbel wiegframe             | Dubbel wiegframe             | Dubbel wiegframe             | Dubbel wiegframe             | Dubbel wiegframe             | Semi-dubbel wiegframe        | Semi-dubbel wiegframe        |
| Voorvork               | Telescoopvork                | Telescoopvork                | Telescoopvork                | Telescoopvork                | Telescoopvork                | Telescoopvork                | Telescoopvork                | Telescoopvork                | Telescoopvork                |
| Achtervork             | Swingarm                     | Swingarm                     | Swingarm                     | Swingarm                     | Swingarm                     | Swingarm                     | Swingarm                     | Swingarm                     | Swingarm                     |
| Wielbasis              | 1.400 mm                     | 1.400 mm                     | 1.400 mm                     | Onbekend                     | 1.400 mm                     | Onbekend                     | 1.400 mm                     | 1.400 mm                     | 1.396 mm                     |
| Voorrem                | 8 inch trommelrem (simplex)  | 8 inch trommelrem (simplex)  | 8 inch trommelrem (simplex)  | 8 inch trommelrem (simplex)  | 8 inch trommelrem (simplex)  | 8 inch trommelrem (simplex)  | 8 inch trommelrem (simplex)  | 8 inch trommelrem (simplex)  | 8 inch trommelrem (simplex)  |
| Achterrem              | 7 inch trommelrem (simplex)  | 7 inch trommelrem (simplex)  | 7 inch trommelrem (simplex)  | 7 inch trommelrem (simplex)  | 7 inch trommelrem (simplex)  | 7 inch trommelrem (simplex)  | 7 inch trommelrem (simplex)  | 7 inch trommelrem (simplex)  | 7 inch trommelrem (simplex)  |
| Tankinhoud             | 13,6 liter                   | 18 liter                     | 13,6 liter                   | 13,6 liter                   | 18 liter                     | 13,6 liter                   | 13,6 liter                   | 18 liter                     | 13,2 liter                   |
| Droog gewicht          | 185 kg                       | 185 kg                       | 185 kg                       | 165 kg                       | 185 kg                       | 165 kg                       | 185 kg                       | 185 kg                       | 165 kg                       |

| Triumph Bonneville     | T120TT Special                                       | T120 (R)                     | T120R Thruxton               | T120P Police                 | T120 (R)                     | T120 (R)                     | T120 (R)                     | T120RV                       | T120V                        |                              | T120RT |
| ---------------------- | ---------------------------------------------------- | ---------------------------- | ---------------------------- | ---------------------------- | ---------------------------- | ---------------------------- | ---------------------------- | ---------------------------- | ---------------------------- | ---------------------------- | ------ |
| Periode                | 1963-1967                                            | 1963-1965                    | 1965-1966                    | 1966                         | 1966-1969                    | 1970                         | 1971-1973                    | 1971                         | 1972-1975                    | 1970                         |        |
| Categorie              | TT Steeplechase                                      | Sport                        | Productieracer               | Politie                      | Sport                        | Sport                        | Sport                        | Prototype                    | Sport                        | Productieracer               |        |
| Motortype              | Stoterstangen kopklepmotor                           | Stoterstangen kopklepmotor   | Stoterstangen kopklepmotor   | Stoterstangen kopklepmotor   | Stoterstangen kopklepmotor   | Stoterstangen kopklepmotor   | Stoterstangen kopklepmotor   | Stoterstangen kopklepmotor   | Stoterstangen kopklepmotor   | Stoterstangen kopklepmotor   |        |
| Bouwwijze              | Dwarsgeplaatste paralleltwin                         | Dwarsgeplaatste paralleltwin | Dwarsgeplaatste paralleltwin | Dwarsgeplaatste paralleltwin | Dwarsgeplaatste paralleltwin | Dwarsgeplaatste paralleltwin | Dwarsgeplaatste paralleltwin | Dwarsgeplaatste paralleltwin | Dwarsgeplaatste paralleltwin | Dwarsgeplaatste paralleltwin |        |
| Koeling                | Lucht                                                | Lucht                        | Lucht                        | Lucht                        | Lucht                        | Lucht                        | Lucht                        | Lucht                        | Lucht                        | lucht                        |        |
| Boring                 | 71 mm                                                | 71 mm                        | 71 mm                        | 71 mm                        | 71 mm                        | 71 mm                        | 71 mm                        | 71 mm                        | 71 mm                        | 75 mm                        |        |
| Slag                   | 82 mm                                                | 82 mm                        | 82 mm                        | 82 mm                        | 82 mm                        | 82 mm                        | 82 mm                        | 82 mm                        | 82 mm                        | 82 mm                        |        |
| Cilinderinhoud         | 649,3 cc                                             | 649,3 cc                     | 649,3 cc                     | 649,3 cc                     | 649,3 cc                     | 649,3 cc                     | 649,3 cc                     | 649,3 cc                     | 649,3 cc                     | 724,5 cc                     |        |
| Carburateur(s)         | 2 Amal Monobloc 389/95 29 mm 1967: 2 Amal Concentric | 2 Amal 29 mm                 | 2 Amal Monobloc              | 2 Amal 29 mm                 | 2 Amal 29 mm                 | 2 Amal Concentric 30 mm      | 2 Amal Concentric 30 mm      | 2 Amal Concentric 30 mm      | 2 Amal Concentric 30 mm      | Onbekend                     |        |
| Ontsteking             | Lucas Energy Transfer                                | Accu-bobine                  | Onbekend                     | Accu-bobine                  | Accu-bobine                  | Accu-bobine                  | Accu-bobine                  | Accu-bobine                  | Accu-bobine                  | Accu-bobine                  |        |
| Smeersysteem           | Dry-sumpsysteem                                      | Dry-sumpsysteem              | Dry-sumpsysteem              | Dry-sumpsysteem              | Dry-sumpsysteem              | Dry-sumpsysteem              | Dry-sumpsysteem              | Dry-sumpsysteem              | Dry-sumpsysteem              | Dry-sumpsysteem              |        |
| Compressieverhouding   | 12:1, later 11:1                                     | 8,5:1                        | 9:1                          | 8,5:1                        | 8,5:1                        | 9:1                          | 9:1                          | 9:1                          | 9:1                          | Onbekend                     |        |
| Max. Vermogen          | 52 pk bij 6.500 tpm                                  | 46 pk bij 6.500 tpm          | Onbekend                     | 46 pk bij 6.500 tpm          | 46 pk bij 6.500 tpm          | 50 pk bij 7.000 tpm          | 50 pk bij 7.000 tpm          | 50 pk bij 7.000 tpm          | 50 pk bij 7.000 tpm          | Onbekend                     |        |
| Topsnelheid            | 193 km/uur                                           | 185 km/uur                   | 209 km/uur                   | Onbekend                     | 185 km/uur                   | Onbekend                     | Onbekend                     | Onbekend                     | Onbekend                     | Onbekend                     |        |
| Primaire aandrijving   | Ketting                                              | Ketting                      | Ketting                      | Ketting                      | Ketting                      | Duplexketting                | Duplexketting                | Duplexketting                | Duplexketting                | Duplexketting                |        |
| Koppeling              | Meervoudige natte plaat                              | Meervoudige natte plaat      | Meervoudige natte plaat      | Meervoudige natte plaat      | Meervoudige natte plaat      | Meervoudige natte plaat      | Meervoudige natte plaat      | Meervoudige natte plaat      | Meervoudige natte plaat      | Meervoudige natte plaat      |        |
| Versnellingen          | 4                                                    | 4                            | 4                            | 4                            | 4                            | 4                            | 4                            | 5                            | 5                            | 4                            |        |
| Secundaire aandrijving | Ketting                                              | Ketting                      | Ketting                      | Ketting                      | Ketting                      | Ketting                      | Ketting                      | Ketting                      | Ketting                      | Ketting                      |        |
| Rijwielgedeelte        | Semi-dubbel wiegframe                                | Semi-dubbel wiegframe        | Semi-dubbel wiegframe        | Semi-dubbel wiegframe        | Semi-dubbel wiegframe        | Semi-dubbel wiegframe        | Dubbel wiegframe             | Dubbel wiegframe             | Dubbel wiegframe             | Dubbel wiegframe             |        |
| Voorvork               | Telescoopvork                                        | Telescoopvork                | Telescoopvork                | Telescoopvork                | Telescoopvork                | Telescoopvork                | Telescoopvork                | Telescoopvork                | Telescoopvork                | Telescoopvork                |        |
| Achtervork             | Swingarm                                             | Swingarm                     | Swingarm                     | Swingarm                     | Swingarm                     | Swingarm                     | Swingarm                     | Swingarm                     | Swingarm                     | Swingarm                     |        |
| Wielbasis              | 1.397 mm                                             | 1.403 mm                     | Onbekend                     | 1.403 mm                     | 1.403 mm                     | 1.422 mm                     | 1.422 mm                     | 1.422 mm                     | 1.422 mm                     | 1.422 mm                     |        |
| Voorrem                | 8 inch trommelrem (simplex)                          | 8 inch trommelrem (simplex)  | Onbekend                     | 8 inch trommelrem (duplex)   | 8 inch trommelrem (duplex)   | 8 inch trommelrem (duplex)   | 8 inch trommelrem (duplex)   | 8 inch trommelrem (duplex)   | 8 inch trommelrem (duplex)   | 8 inch trommelrem (duplex)   |        |
| Achterrem              | 7 inch trommelrem (simplex)                          | 7 inch trommelrem (simplex)  | Onbekend                     | 7 inch trommelrem (simplex)  | 7 inch trommelrem (simplex)  | 7 inch trommelrem (simplex)  | 7 inch trommelrem (simplex)  | 7 inch trommelrem (simplex)  | 7 inch trommelrem (simplex)  | 7 inch trommelrem (simplex)  |        |
| Tankinhoud             | 11,3 liter                                           | 13,6 liter                   | Onbekend                     | 18 liter                     | 18 liter                     | 16 liter                     | 16 liter                     | 13,3 liter                   | 13,3 liter                   | 13,6 liter                   |        |
| Droog gewicht          | 159 kg                                               | 165 kg                       | Onbekend                     | Onbekend                     | 165 kg                       | 165 kg                       | 165 kg                       | 174 kg                       | 174 kg                       | 165 kg                       |        |